# Bungeejumpen

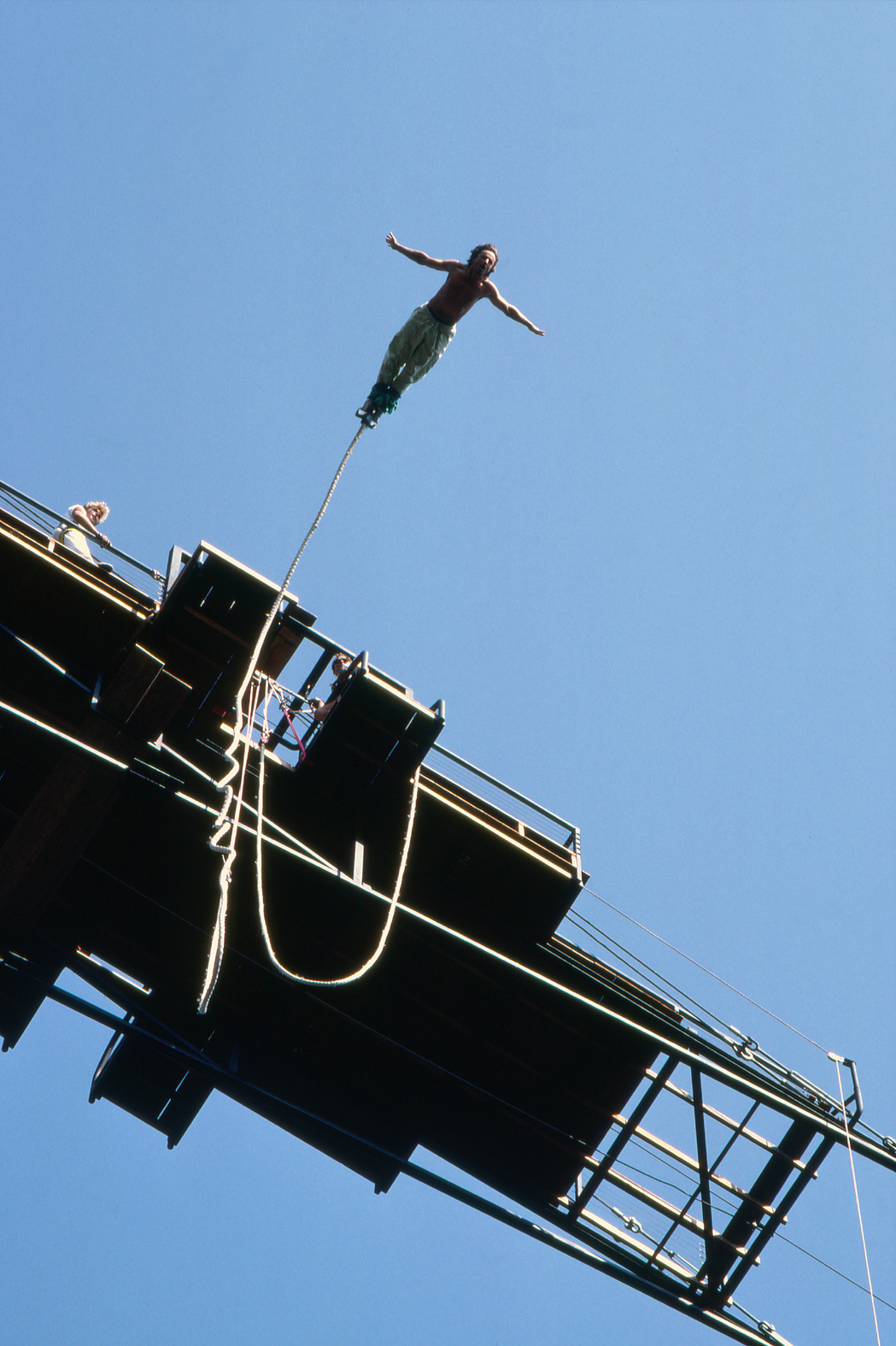
De leegte in springen vanaf een oud viaduct in Normandië

Bij bungeejumpen, elastiekspringen of benjispringen springt iemand die vastgebonden is aan een elastieken koord van grote hoogte naar beneden. Als springplatform worden bestaande structuren zoals bruggen of torens of speciaal hiervoor opgerichte kranen gebruikt. Tijdens de sprong zijn snelheden tot 120 kilometer per uur mogelijk. Uiteindelijk breekt het koord de val van de springer, waarna deze nog een aantal keren op en neer veert en uiteindelijk tot stilstand komt. Het gaat bij bungeejumpen om de sensatie van het in de diepte springen en terugveren.

## Geschiedenis

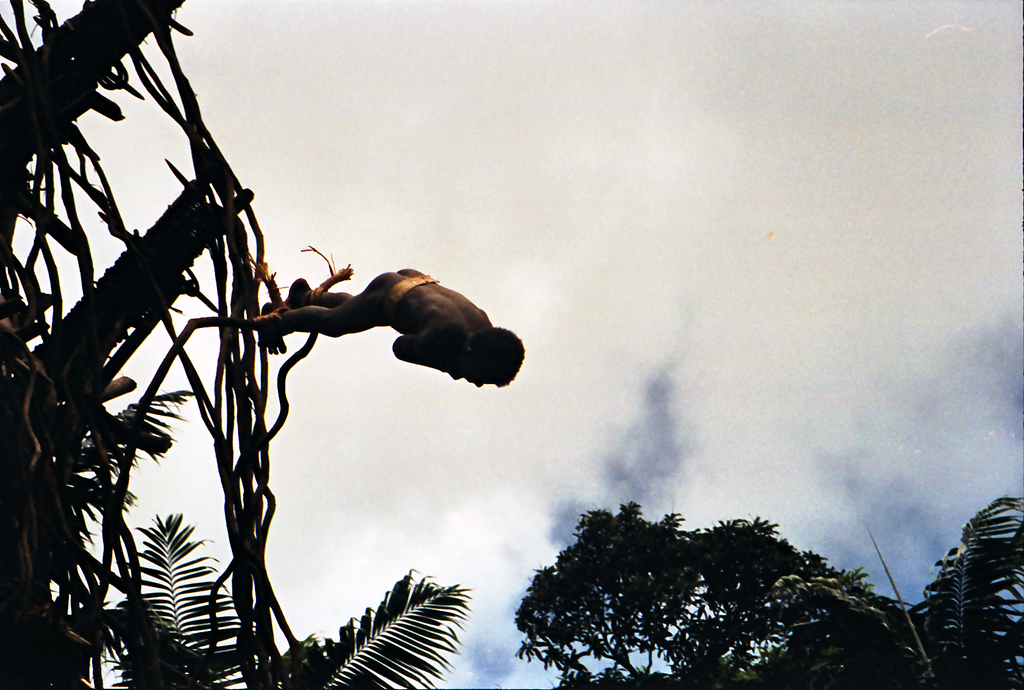
De Nagholceremonie op Pentecost.

Bungeespringen ontstond in 1979 en werd een rage in de jaren 80. Het is geïnspireerd door de Naghol-ceremonie, een inwijdingsritueel op het eiland Pentecost in Vanuatu, waar jonge mannen van een hoog houten plateau springen met lianen aan hun enkels gebonden, als een bewijs van hun mannelijkheid, maar ook om de gemeenschap te verzekeren van een goede oogst aan yamwortels. Deze gewoonte bestaat daar al eeuwen.
De eerste sprong aan elastieken werd gemaakt op 1 april 1979 door David Kirke, een van de oprichters van de Dangerous Sports Clubs. Gekozen was voor de Cliftonbrug buiten Bristol. De bezorgde familie probeerde middels de politie de sprong te verhinderen, maar de dienders dachten dat het om een aprilgrap ging... De eerste commerciële uitbater van bungeejumpen was A.J. Hackett uit Nieuw-Zeeland die op Pentecosteiland de naghol-ceremonie had gezien. Rond 1986 maakte hij zijn eerste sprong vanaf de Greenhithe Bridge in Auckland. In de jaren daarna sprong hij onder andere van de Eiffeltoren, waarmee hij veel belangstelling trok.

## Hoogste bungeejumps
Sinds 2005 kan vanaf de Macau Tower in Macau gesprongen worden. Het wordt met een hoogte van 233 meter door het Guinness Book of Records als hoogste commerciële bungeejump beschouwd. Twee andere commerciële springlocaties zijn ongeveer even hoog: die van de Verzascadam in Zwitserland (220 meter), en die van de Bloukransbrug in Zuid-Afrika (216 meter).
Daarnaast kan er ook gesprongen worden vanuit een helikopter of luchtballon. Hierbij zijn sprongen van een hoogte tot 2700 meter mogelijk.
In Nederland kan worden gesprongen van de uitkijktoren van de Scheveningse pier. Hierop is voor dit doel een kraan gemonteerd. Sinds 2015 kan er ook worden gesprongen vanaf het Faralda NDSM Kraan Hotel in de NDSM-werf in Amsterdam. Hier springt men vanaf de kraan waarin het hotel is gevestigd.

## Risico's van het bungeejumpen
Technisch falen, bijvoorbeeld het bezwijken van het touw, komt zelden voor. Het kan veroorzaakt worden door een verkeerde opslag, een te hoog aantal sprongen, of onverwachte chemische invloeden op de kabel. Moderne elastieken hebben daarom een systeem voor overbelasting dat parallel loopt aan het touw en in tegenstelling tot de spanriem van synthetische vezels gemaakt is. Bij het breken van het touw vangt deze, weliswaar met een hardere schok, de val op. Sinds bungeejumpen een wereldwijde sport is, zijn minder dan tien touwscheuren gemeld.
Nalatigheid, bijvoorbeeld onvoldoende beveiligde riemen of een niet goed geplaatste kabel, kan in sommige gevallen ook gevaarlijk of dodelijk zijn.
Bij de eerste keer terugveren is het mogelijk dat de springer het touw raakt. Dit kan schaafwonden, blauwe plekken of striemen veroorzaken. Vooral het gezicht en de hals zijn kwetsbaar en moeten in deze fase van de sprong door de armen beschermd worden. Deze houding voorkomt ook dat het touw rond de nek raakt.
Er is ook gevaar voor verwondingen en letsels wanneer de springer bij het begin van het vertragen niet verticaal genoeg, dus met het hoofd naar beneden, hangt. Dit kan leiden tot een whiplashbeweging van het lichaam en daardoor tot schade aan de wervelkolom of de enkels.
Bij de sprong komen versnellingen voor van 2,5 tot 3,5 g. Hierdoor stijgt de bloeddruk in het hoofd scherp. Dit effect kan nog worden versterkt als de springer moeilijk ademhaalt, bijvoorbeeld door te schreeuwen tijdens de sprong. Bij hiervoor gevoelige personen kan dit problemen veroorzaken. Bungeejumpen is daarom niet geschikt voor mensen met een te hoge bloeddruk, hart- en vaatziekten, een hoofdwond, een psychische aandoening, epilepsie, glaucoom, een afwijkend skelet, een pacemaker of trombose, voor zwangere vrouwen, voor mensen onder invloed van alcohol en evenmin voor mensen met problemen in de cervicale wervelkolom.

### Dodelijk ongeval in Nederland
Over het algemeen gebeuren er weinig dodelijke ongelukken bij bungeejumpen. In 2023 staat de teller in Nederland op één dodelijk slachtoffer. Dit gebeurde tijdens een bungeejumpvoorstelling in 1993 op de boerenmert in het Brabantse dorp Hapert. De verongelukte man was de instructeur van een team dat een demonstratie zou verzorgen. Omdat hij een sprong met salto's wilde maken, had hij geen extra beveiliging aan zijn benen. Ongeveer halverwege de sprong bleek dat hij niet meer aan het elastiek vastzat. Van een hoogte van ruim dertig meter viel hij naast het luchtkussen op de grond. Hij was op slag dood. Honderden bezoekers waren getuige van het ongeval.

## Foto's van bekende bungeejumplocaties

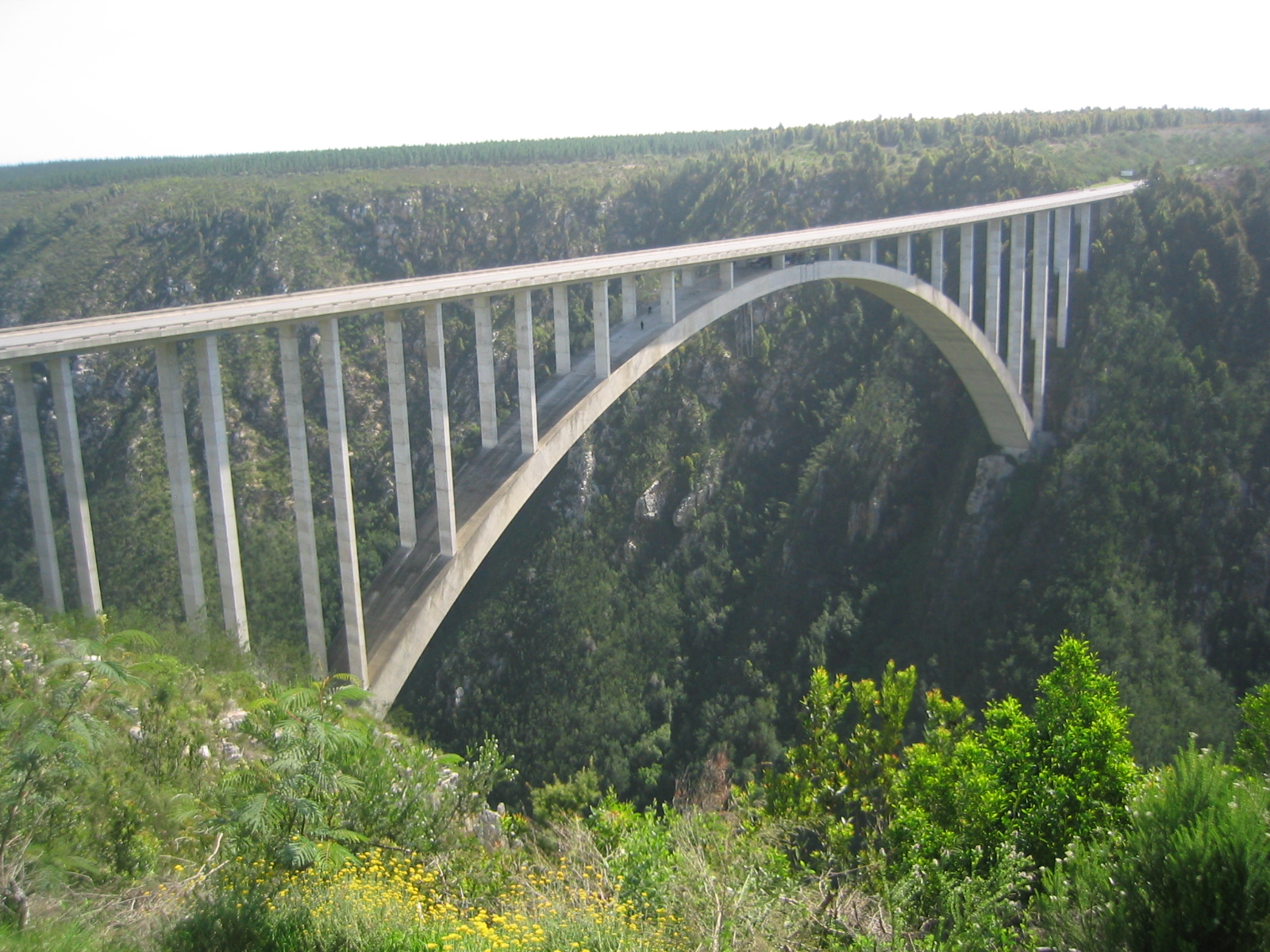
Bloukransbrug, Zuid-Afrika
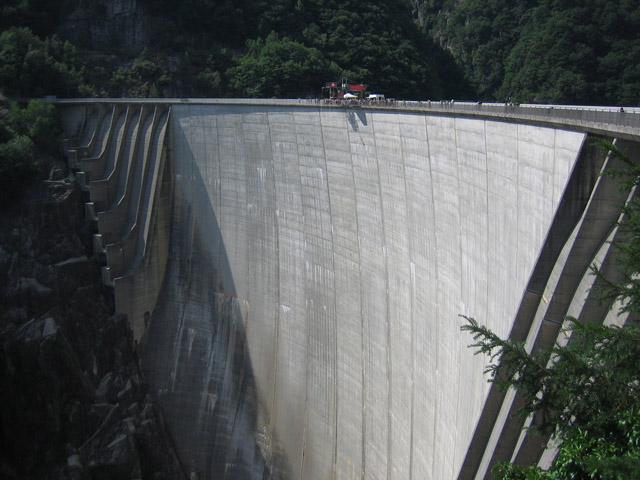
Verzascadam, Zwitserland
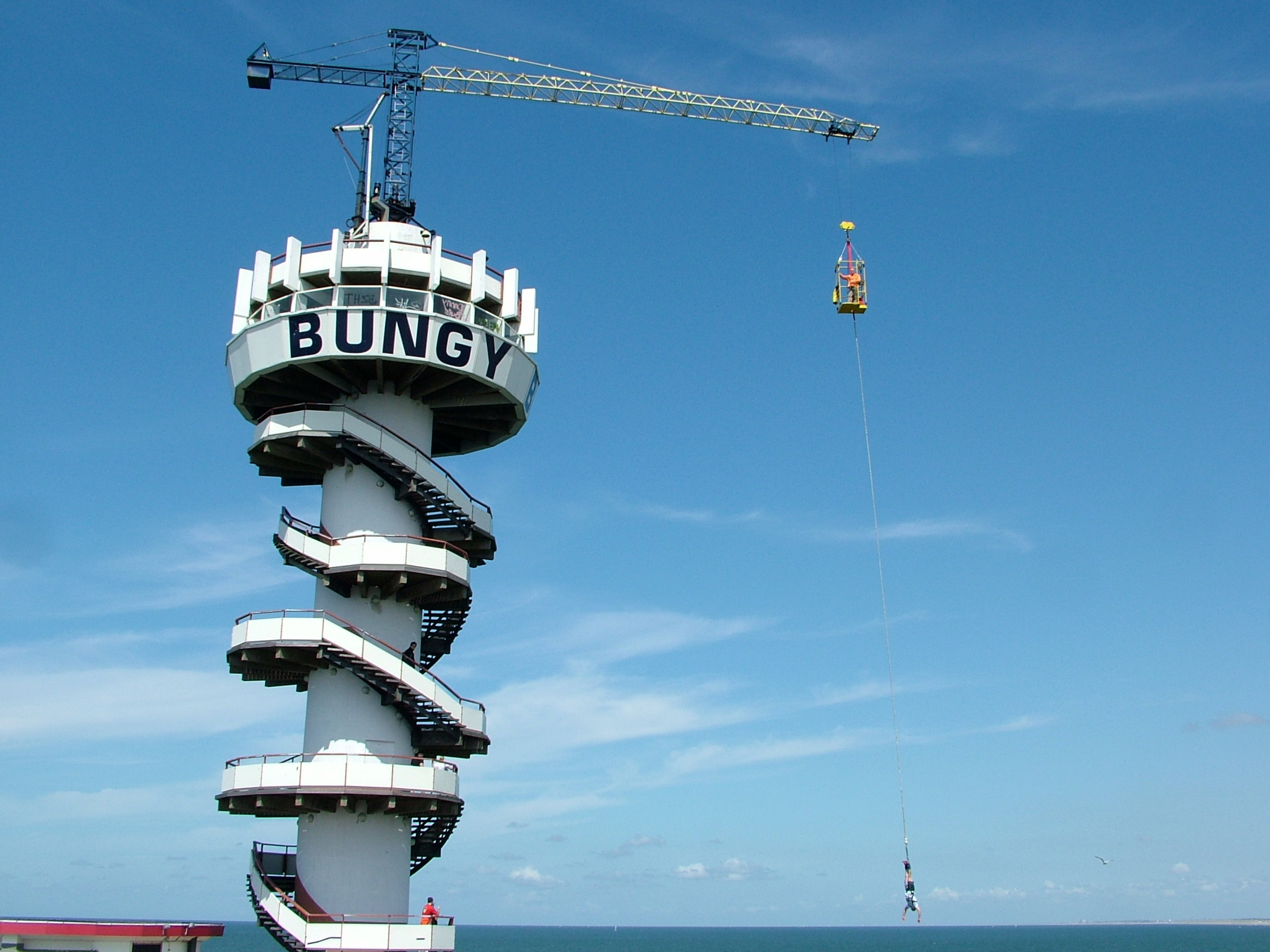
Scheveningen